# 静岡市立清水袖師中学校
静岡市立清水袖師中学校（しずおかしりつ しみずそでしちゅうがっこう）は、静岡県静岡市清水区に所在する公立の中学校である。

## 沿革
- 1947年 - 袖師村立袖師中学校として開校。校章制定。
- 1948年 - 袖師町立袖師中学校に改称。
- 1949年 - 現在地に移転。
- 1959年 - 体育館完成
- 1961年 - 清水市立袖師中学校に改称。
- 1963年 - プール完成
- 1972年 - 校歌制定
- 2003年 - 静岡市立清水袖師中学校に改称。
- 2009年 - 体育館改築

## 部活動
- 1990年 - サッカー部が全日本ユースサッカー選手権大会で第3位。
- 2004年 - 吹奏楽部創立。
- 2008年 - 吹奏楽部が第49回静岡県吹奏楽コンクール中部地区大会 中学校の部で2位、金賞受賞。
- 2016年 - 吹奏楽部が第57回静岡県吹奏楽コンクール中部地区大会 中学校の部で金賞受賞。
- 2018年 - 吹奏楽部が第59回静岡県吹奏楽コンクール中部地区大会 中学校の部で金賞受賞。演奏曲はデイヴィッド・ギリングハム作曲 ウィズハートアンドヴォイス。
- 2018年 - 吹奏楽部が第59回静岡県吹奏楽コンクール県大会　中学校の部で金賞受賞。

## 小学校区
- 静岡市立清水袖師小学校

## 著名出身者
- 杉山隆一 - サッカー元日本代表選手
- 伊東輝悦 - プロサッカー選手

## アクセス
- しずてつジャストライン清水厚生病院線 ｢上嶺｣停留所から、徒歩3分